# 24 Hour Psycho
24 Hour Psycho

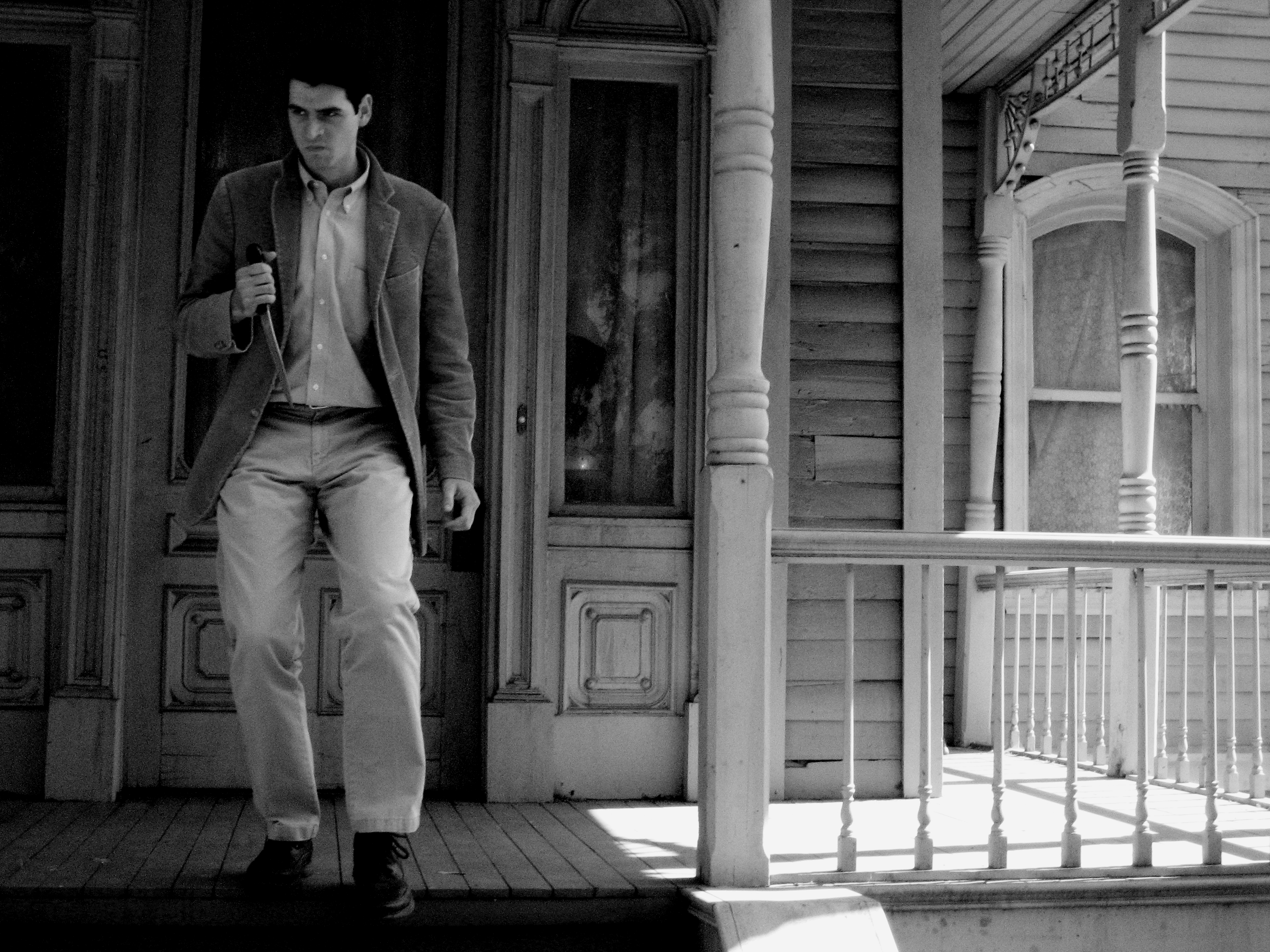

Videoinstallation von Douglas Gordon, 1993

Videokassette, Videorecorder, Videoprojektor, semitransparente Leinwand (300 × 400 cm bzw. 400 × 600 cm)

24 Hour Psycho ist eine Videoinstallation des schottischen Künstlers Douglas Gordon aus dem Jahr 1993, bei dem er den Filmklassiker Psycho von Alfred Hitchcock auf eine Abspiellänge von 24 Stunden dehnt. Er nutzt dazu eine handelsübliche Videokassette des Films, einen Videorecorder mit stufenlos variierbarer Abspielgeschwindigkeit, einen Videoprojektor und eine semitransparente Leinwand (300 × 400 cm bzw. 400 × 600 cm). Die Gesamtinstallation nimmt einen Raum von mindestens 5,2 m × 14 m × 7 m in Anspruch.

## Beschreibung und Deutung
In seinem Werk dehnt er ein Video des Filmklassikers Psycho von Alfred Hitchcocks aus dem Jahr 1960 von einer Originallänge von 109 Minuten auf eine Dauer von 24 Stunden aus und präsentiert das Ergebnis auf einer frei stehenden Rauminstallation. Der Betrachter muss sich eine optimale Position vor der Leinwand suchen und erscheint zwangsläufig selbst als Schatten in der Projektion. Durch das Medium Video kommt es anders als bei einem Zelluloid-Film nicht zu Brüchen zwischen den Einzelbildern, stattdessen gehen die Bilder sehr langsam fließend ineinander über.
Durch die sehr starke Dehnung des Filmmaterials verändern sich die Bilder auf der Leinwand nur sehr langsam und es entsteht der Eindruck eines sich langsam verändernden Standbildes, der Ton ist nicht zu identifizieren. Das Publikum, das in der Regel mit dem Filmklassiker vertraut ist, denkt sich in die Szene ein und denkt diese zur Vervollständigung auch weiter, ohne dass sich der Bildinhalt verändert. Auf diese Weise werden die Vergangenheit in Form der vorhergegangenen Szenen, die Gegenwart in Form des Standbildes und die Zukunft in Form der weiter projizierten Inhalte bei der Betrachtung vermischt und verdichtet.

## Einordnung in das Werk des Künstlers
Durch das Werk 24 Hours Psycho wurde der Künstler Douglas Gordon 1993 bei seinen ersten Ausstellungen bekannt. Das Interesse für die Verfremdung von Kino-Ikonen bestimmt seitdem sein Œuvre: 1998 entsteht die Idee, The Searchers von John Ford aus dem Jahr 1956 auf die Dauer der Handlung des Films, 5 Jahre, auszudehnen (5 year drive by). Sie wurde in Teilen am Drehort des Films, in der Wüste des Monument Valley, verwirklicht.
Auch in anderen Werken bedient sich der Künstler des gedehnten Zeitbegriffs und nutzt bereits vorhandenes Filmmaterial in Form von sogenannten filmischen Ready-mades zur Abstraktion. Dabei steht der Faktor Zeit gemeinsam mit der Erinnerung und der Erwartung auch bei anderen Werken im Vordergrund.

## Literarische Rezeption
Für den amerikanischen Schriftsteller Don DeLillo wurde ein Besuch der Videoinstallation im Museum of Modern Art in New York zum Ausgangspunkt des Romans Der Omega-Punkt. Im Anfangs- und Endkapitel des Romans beschreibt er die Eindrücke eines Beobachters des Kunstwerks und seine davon aufgeworfenen Betrachtungen über Zeit, Bewegung und Wahrnehmung.